# Dracula venosa
Dracula venosa es una especie de orquídea epifita. Es originaria de Colombia y Ecuador.

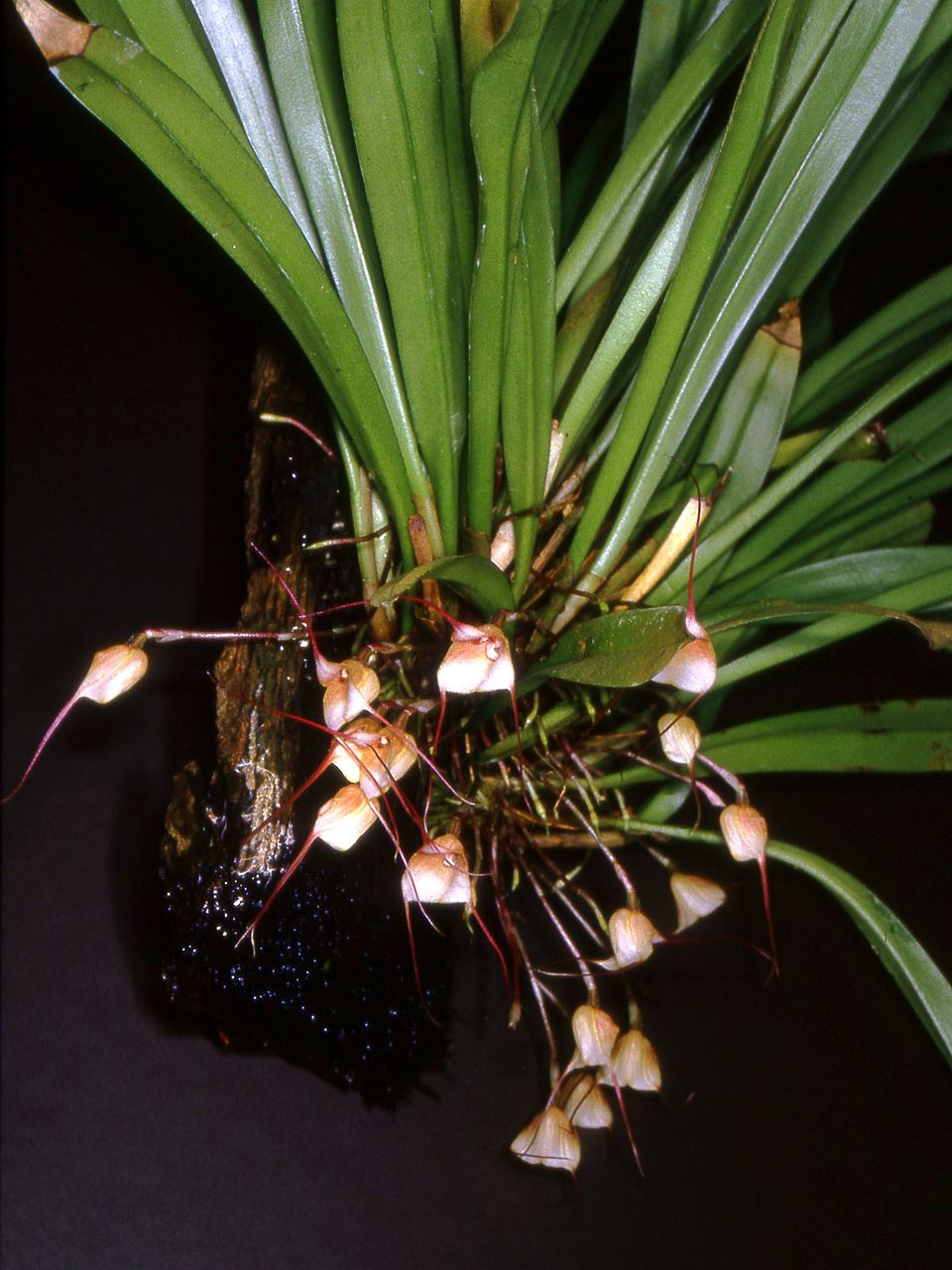
Vista de la planta

## Descripción
Es una orquídea de tamaño pequeño, con hábito de epifita y con ramicaules delgados, erguidos, que están envuelto basalmente por 2-3 vainas sueltas, tubulares y que llevan una sola hoja, apical, erecta, delgadamente coriáceas, carinada, muy estrechamente obovada, subaguda, estrechándose gradualmente abajo en la base conduplicada. Florece en el verano y el otoño en una inflorescencia delgada, descendente, con muchas brácteas, de 15 a 20 cm de largo, que solo surge de la parte baja en el ramicaule y lleva una bráctea floral tubular.

## Distribución y hábitat
Se encuentra en Colombia y el noroeste de Ecuador en las elevaciones alrededor de 1500 metros.   

## Taxonomía
Dracula venosa fue descrita por (Rolfe) Luer y publicado en Selbyana 7: 65. 1982.
Etimología
Dracula: nombre genérico que deriva del latín y significa: "pequeño dragón", haciendo referencia al extraño aspecto que presenta con dos largas espuelas que salen de los sépalos.
venosa; epíteto latíno que significa "con venas notables".
Sinonimia
- Masdevallia venosa Rolfe (basónimo)[5][6]